# Lilium pomponium
Lilium pomponium (Turban lily) là một loài lily bản địa châu Âu.